# Datura discolor
Datura discolor là loài thực vật có hoa trong họ Cà. Loài này được Bernh. mô tả khoa học đầu tiên năm 1833.